# Lexi Belle

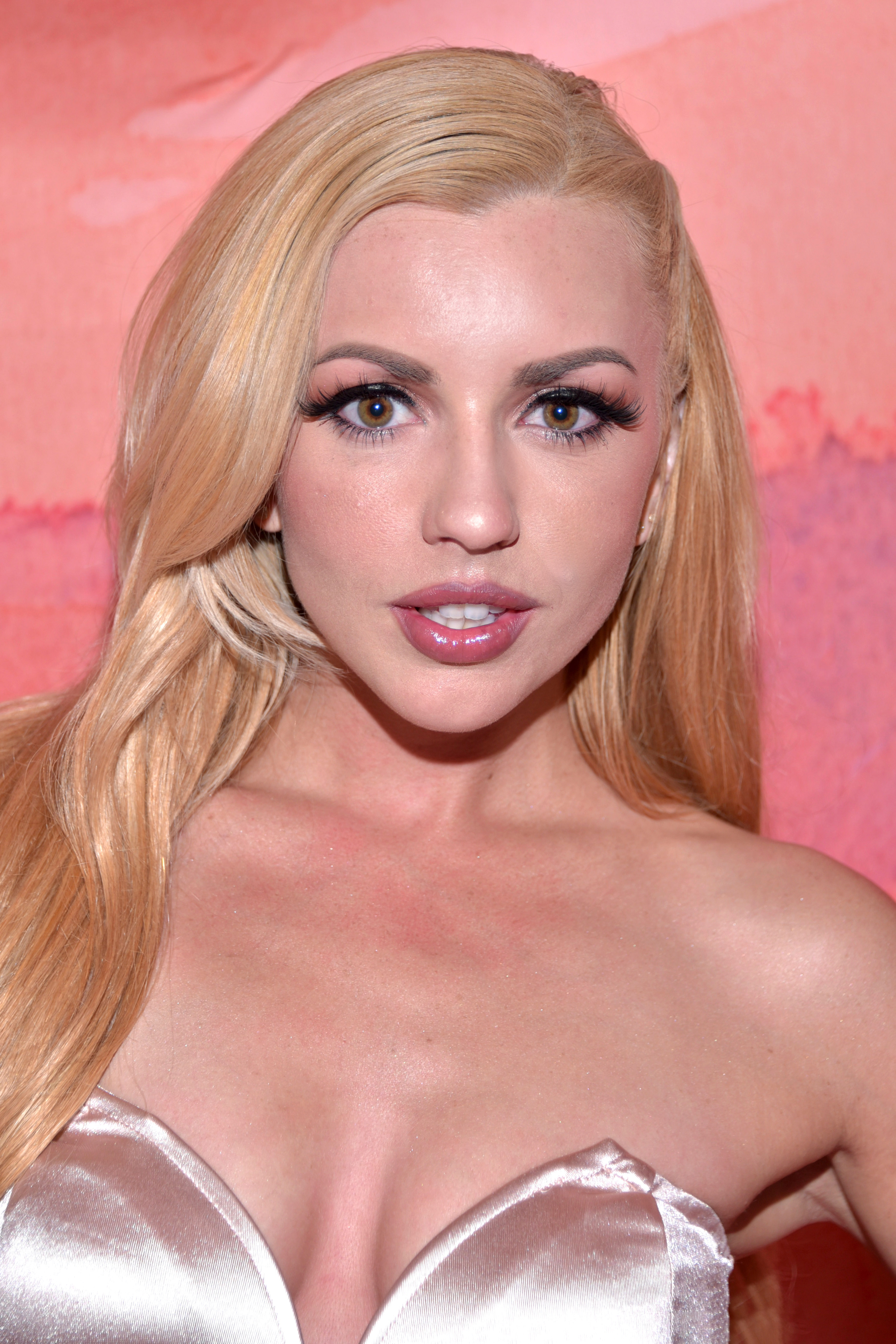
Lexi Belle bei den Pornhub Awards (2019)

Lexi Belle (* 5. August 1987 als Jessica McComber in Independence, Louisiana) ist eine ehemalige US-amerikanische Pornodarstellerin.

## Werdegang
Belle hat irische Wurzeln. Sie arbeitete als Teenager zuerst in einer Videothek. Dort erkannte sie 2006 ein Kunde mit Kontakten in die Pornobranche von ihrem Myspace-Profil wieder und ermöglichte ihr den Einstieg in die Sexindustrie. Mit 18 Jahren drehte Belle ihre erste Sexszene.
Bei den AVN Awards im Januar 2010 in Las Vegas erhielt sie Auszeichnungen als Best New Web Starlet und Best All-Girl Couples Sex Scene. Im selben Jahr erhielt sie auch eine Auszeichnung bei den XRCO Awards als Cream Dream. Weitere Auszeichnung, darunter auch AVN Awards, erhielt sie 2011 und 2013. Das Penthouse-Magazin kürte Belle im Mai 2013 zum Penthouse Pet of the Month sowie zum Penthouse Pet of the Year 2014.
Belle wurde in den 2010er-Jahren häufiger für Porno-Parodien wie beispielsweise Buffy The Vampire Slayer XXX, Official Basic Instinct Parody, Batman XXX: A Porn Parody, Official Hangover Parody und Iron Man XXX gecastet. 2015 war sie darüber hinaus im Trashfilm Samurai Cop 2: Deadly Vengeance zu sehen.
2016 gab Belle offiziell das Ende ihrer Karriere als Pornodarstellerin bekannt. Seitdem ist sie nur noch vereinzelt in pornografischen Filmen aufgetreten.

## Filmografie (Auswahl)

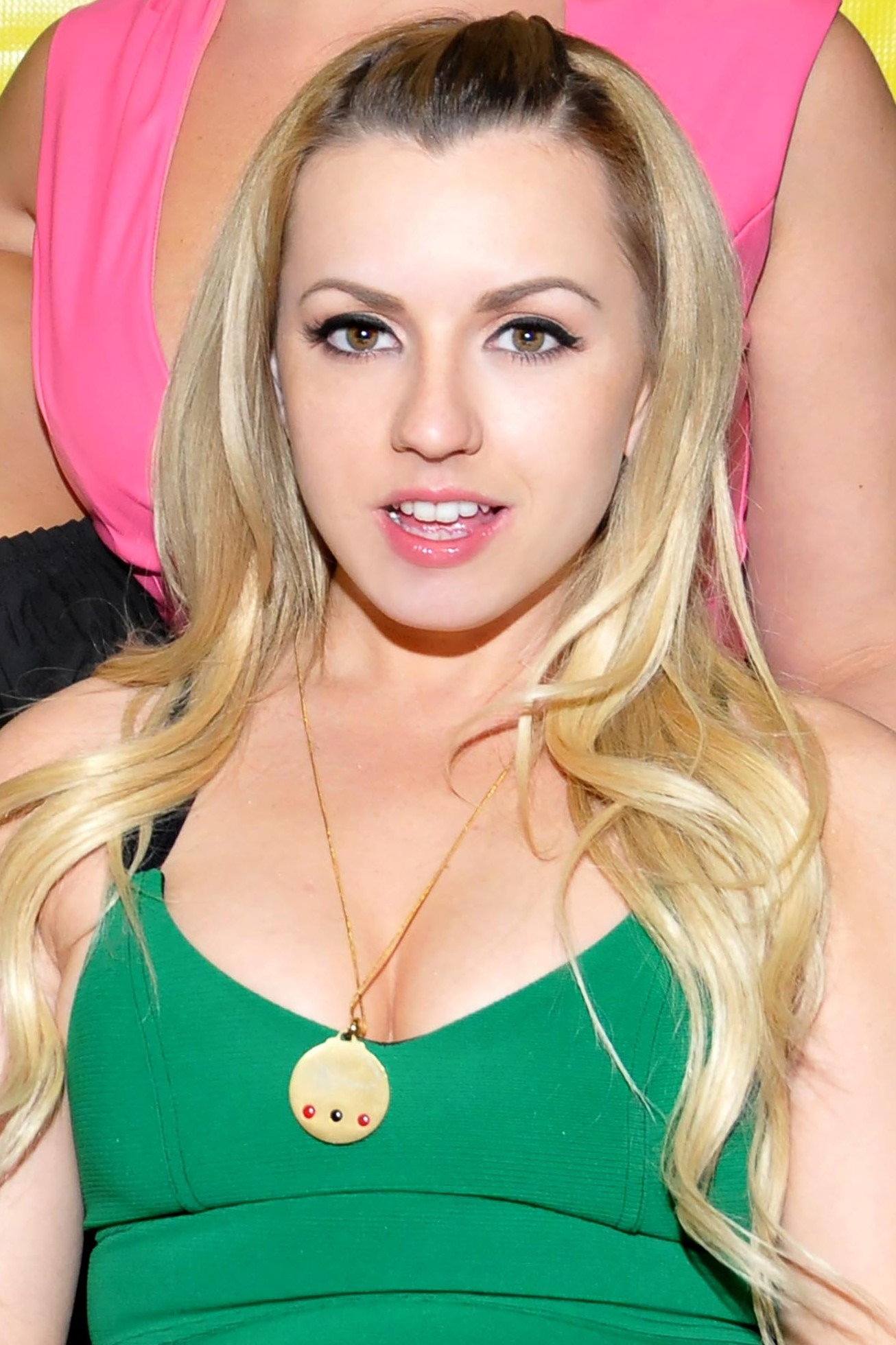
Lexi Belle auf der Exxxotica in Dallas (2015)

Die Internet Adult Film Database listet 1017 Filme (Stand: Januar 2024), in denen Lexi Belle mitgespielt hat.
- 2006: Jack’s POV 4
- 2007: Spunk’d – The Movie
- 2008: Whale Tail 4
- 2008: Teens Like It Big 1
- 2008: Evil Pink 4
- 2008: Strap Attack 9
- 2009: Slut Puppies 3
- 2009: Slutty and Sluttier 10
- 2009: Deviance
- 2009: Rocco: Animal Trainer 31
- 2009: Lexi the Artist
- 2010: Belladonna: No Warning 5
- 2010: Cuties 1
- 2010: This Ain’t Baywatch XXX
- 2010: My Plaything …
- 2010: Batman XXX: A Porn Parody
- 2010: Legs Up Hose Down
- 2010: Saw: A Hardcore Parody
- 2011: Tug Jobs 19
- 2011: The Bombshells 3
- 2011: Bad Girls 7
- 2011: Elvis XXX – A Porn Parody
- 2011: Halloween XXX Porn Parody
- 2011: Official Basic Instinct Parody
- 2011: Real Housewives of the San Fernando Valley – A XXX Parody
- 2011: Performers Of The Year 2012
- 2012: This Ain’t the Smurfs XXX
- 2012: Bang Bus 43
- 2012: Buffy the Vampire Slayer XXX: A Parody
- 2012: Batgirl XXX: An Extreme Comixxx Parody
- 2012: Official Hangover Parody
- 2012: Tonight’s Girlfriend 2
- 2012: In Her Head
- 2012: Performers Of The Year 2013
- 2013: Big Wet Asses 22
- 2013: Last Girl 2
- 2013: Not The Bradys XXX: Marcia Goes To College!
- 2013: Iron Man XXX: An Axel Braun Parody
- 2015: Big Mouthfuls 32
- 2020: The Art of Anal Sex 12
- 2022: Blacked Raw 32

## Auszeichnungen

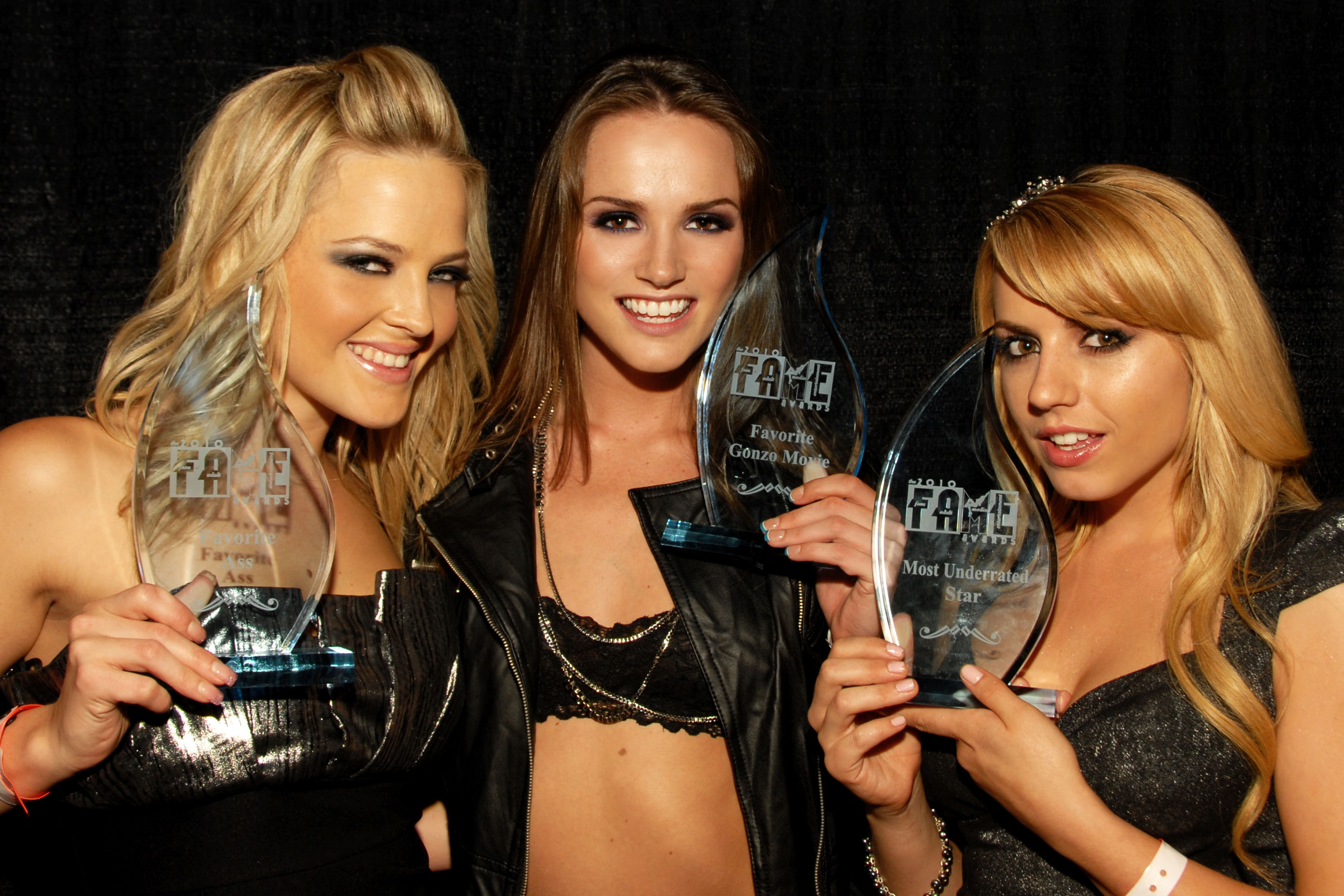
Lexi Belle (rechts) mit ihrem F.A.M.E. Award von 2010, neben ihr Alexis Texas (links) und Tori Black (mittig)

| Jahr | Preis                       | Award                                                                   | Film               |
| ---- | --------------------------- | ----------------------------------------------------------------------- | ------------------ |
| 2008 | Adam Film World Guide Award | Teen Dream of the Year                                                  |                    |
| 2010 | AVN Award                   | Best All-Girl Couples Sex Scene                                         | Field of Schemes 5 |
| 2010 | AVN Award                   | Best New Web Starlet                                                    |                    |
| 2010 | XRCO Award                  | Cream Dream                                                             |                    |
| 2010 | F.A.M.E. Award              | Favorite Underrated Star                                                |                    |
| 2011 | AVN Award                   | Best Supporting Actress                                                 |                    |
| 2013 | AVN Award                   | Best Tease Performance (mit Remy LaCroix)                               | Remy               |
| 2013 | AVN Award                   | Best Three-Way Sex Scene – Boy/Boy/Girl (mit Ramon Nomar und Mick Blue) | Lexi               |
| 2013 | AVN Award                   | Best Oral Sex Scene                                                     | Massive Facials 4  |